# Tumala
Tumala (Duits: Thomel) is een plaats in de Estlandse gemeente Saaremaa, provincie Saaremaa. De plaats heeft de status van dorp (Estisch: küla) en telt 21 inwoners (2021).
Tot in oktober 2017 lag de plaats in de gemeente Orissaare. In die maand ging Orissaare op in de fusiegemeente Saaremaa.
Bij Tumala ligt een vroegere offersteen, de Tumala kultusekivi.

## Geschiedenis
Tumala werd in 1453 voor het eerst genoemd als boerderij onder de naam Hans van Thomall is tho Ricke eyn bur. In 1495 beleende Wolter von Plettenberg, landmeester van de Lijflandse Orde, enkele boerderijen en nederzettingen, waaronder Tumala, Ariste, Saikla en Rahula, aan Heinrich Schulmann. Dat gebied groeide uit tot het landgoed Tumala. Vanaf 1671 tot aan de onteigening door het onafhankelijk geworden Estland in 1919 behoorde het toe aan de familie von Stackelberg.
In 1920 ontstond een nederzetting op het terrein van het vroegere landgoed; dat werd in 1977 het dorp Tumala.
Het landhuis van Tumala bestaat, in sterk verbouwde vorm, nog steeds. Het is in particuliere handen. Op korte afstand van het landhuis ligt een kerkhof voor de familie von Stackelberg. De kapel op de begraafplaats is een ruïne, maar staat toch op de monumentenlijst.

## Foto's

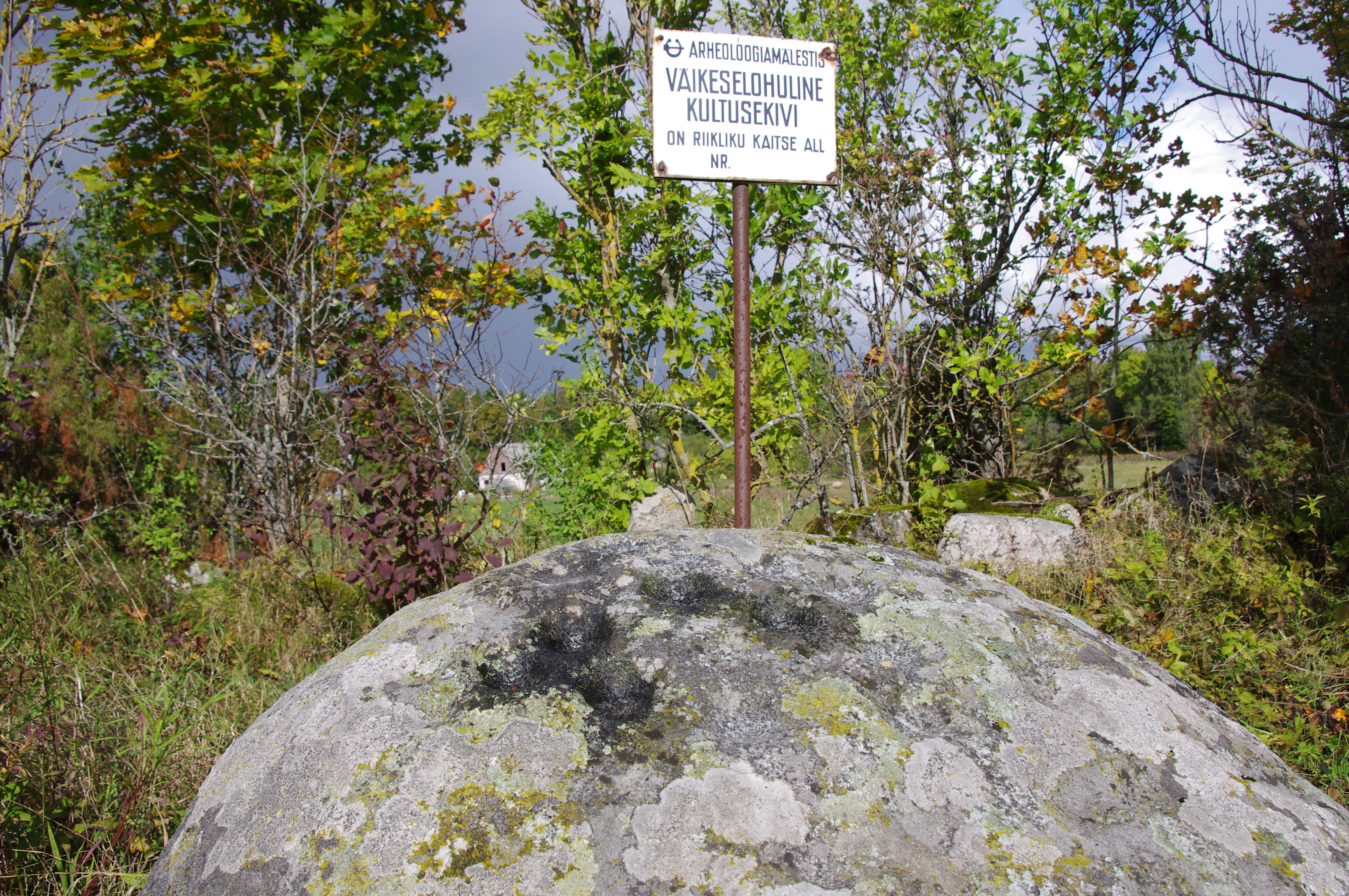
Offersteen bij Tumala
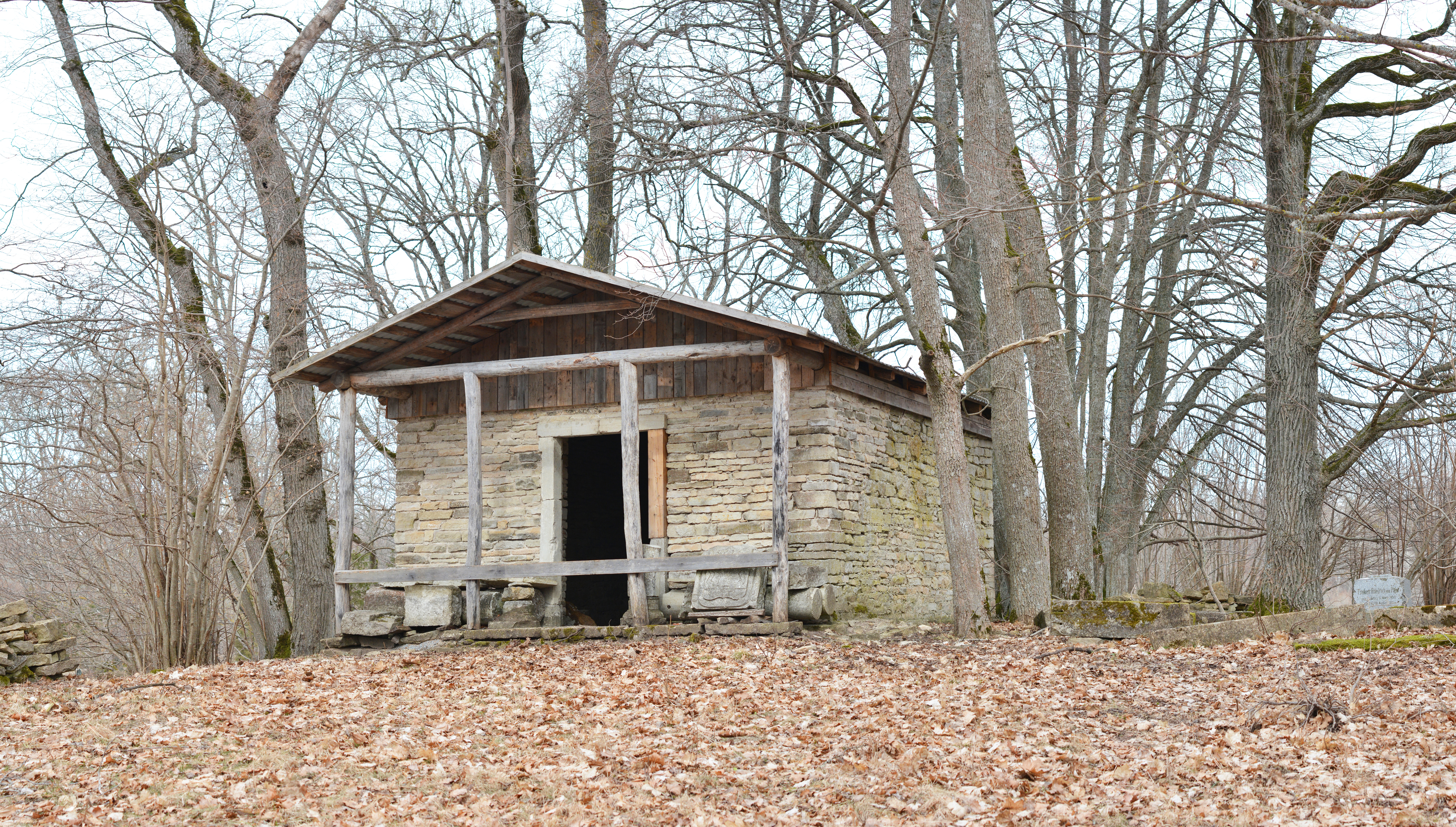
Kapel op het kerkhof van de von Stackelbergs